# Port lotniczy Changuinola-Capitan Manuel Nino
Port lotniczy Changuinola-Capitan Manuel Nino" – jeden z panamskich portów lotniczych, zlokalizowany w mieście Changuinola.